# Hughie Thomasson
Hugh Edward Thomasson Jr. (13 de agosto de 1952 - 9 de setembro de 2007) foi um guitarrista e cantor estadunidense mais conhecido como um membro fundador da banda Outlaws e mais recentemente como um guitarrista da banda de Southern rock Lynyrd Skynyrd.
Ele escreveu a maioria das músicas para o Outlaws, incluindo "Hurry Sundown", "There Goes Another Love Song," e "Green Grass and High Tides." Após a separação do Outlaws, Thomasson entrou para o Lynyrd Skynyrd.
Thomasson morreu enquanto dormia, em 9 de setembro de 2007, de um aparente ataque cardíaco em sua casa na Flórida.